# Azotyny alkilowe

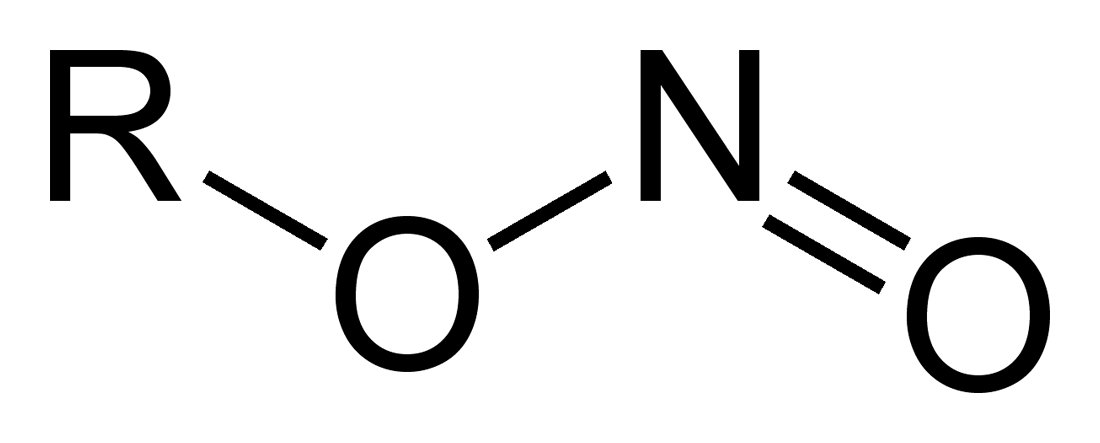
Wzór ogólny azotynu alkilu

Azotyny alkilowe (azotany(III) alkilowe), R-ONO – organiczne związki chemiczne, estry kwasu azotawego i alkoholi.

## Właściwości chemiczne
Są one odczynnikami nitrozujacymi. Stosowanymi do C-nitrozowania w pozycji alfa-ketonów, kwasów karboksylowych, nitryli, nitroalkenów oraz orto- i para-nitrotoluenów. Są dość nietrwałe i rozkładają się powoli podczas przechowywania. Powinny być przechowywane w chłodnym i ciemnym miejscu. Produktami rozkładu są: woda, tlenki azotu, odpowiedni alkohol i powstający z niego aldehyd oraz produkty jego polimeryzacji oraz, w przypadku azotynów drugo- i trzeciorzędowych alkoholi, alkeny.  Azotyny powinny być zużyte w ciągu kilku dni, a najwyżej kilku tygodni od syntezy. Azotyny alkilowe sprzedawane w sexshopach są stabilizowane antyutleniaczami, np. difenyloaminą, oraz rozcieńczane alkoholem etylowym 1:1, a następnie pakowane w ciemne butelki napełnione azotem.

## Zastosowanie
Azotyny alkilowe rozszerzają naczynia krwionośne, obniżają ciśnienie krwi oraz przyśpieszają akcję serca, działają spazmolitycznie, podobnie do soli kwasu azotawego. Efekt działania utrzymuje się kilka minut. Azotyny ulegają w ustroju rozpadowi z wydzieleniem anionu azotynowego. Ich toksyczność jest również zbliżona do azotynów nieorganicznych, np. azotynu sodu. W większych dawkach powodują utlenianie jonu Fe2+ w hemoglobinie do Fe3+ i powstawanie niebieskiej methemoglobiny nieprzenoszącej tlenu. Objawia się to sinieniem końców palców i ust. W przypadku utlenienia > 50% hemoglobiny następuje śmierć przez uduszenie się.  Środki te stosowane są – w zależności od szybkości i czasu rozpadu w organizmie, w atakach dusznicy bolesnej oraz dychawicy oskrzelowej (azotyn amylu oraz azotyn 2-etyloheksylu) oraz w wojsku, w Indywidualnych Pakietach Przeciwchemicznych jako antidotum na zatrucie cyjanowodorem, cyjanem lub cyjankami. Mechanizm działania polega na wiązania ligandu CN– z jonem Fe3+ w powstającej methemoglobinie. azotyn amylu znajduje zastosowanie jako tzw. poppers. Azotyny alkilowe są potencjalnie rakotwórcze ze względu na możliwość nitrozowania grup aminowych do nitrozamin (dotychczas dowiedziono tego tylko w przypadku myszy).

## Preparatyka
Otrzymuje się je działając kwasem azotawym na odpowiedni alkohol w środowisku mocnego kwasu. Reakcja ogólna (R-OH oznacza alkohol):
R-OH + HONO ⇌ R-ONO + H2O
Uzyskany azotyn destyluje się pod zwykłym ciśnieniem.
Temperatury wrzenia wybranych azotynów alkilowych
- azotyn etylu: 17 °C
- azotyn butylu: 77 °C (27 °C/57,3 hPa)
- azotyn amylu (pentylu): 104 °C (29 °C/53,3 hPa)
- azotyn heksylu: 130 °C  (52 °C/58,7 hPa)